# Glyptothorax quadriocellatus
Glyptothorax quadriocellatus es una especie de peces de la familia Sisoridae en el orden de los Siluriformes.

## Morfología
Los machos pueden llegar alcanzar los 11,5 cm de longitud total.

## Distribución geográfica
Se encuentra en Vietnam y China.